# 小光燈籠魚
小光燈籠魚（学名：Parvilux ingens）为輻鰭魚綱燈籠魚目灯笼鱼科的其中一種。分布于東太平洋區的美國及墨西哥海域，為深海魚類，棲息深度100-500公尺，體長可達20公分。

## 扩展阅读
維基物種上的相關：小光燈籠魚